# 蘇巴喬克

蘇巴喬克是哥倫比亞的城鎮，位於該國中部，由昆迪納馬卡省負責管轄，距離首府波哥大45公里，始建於1774年，面積212平方公里，海拔高度2,649米，2005年人口12,972。
4°56′N 74°11′W / 4.933°N 74.183°W